# Jonas King
Jonas King (griechisch Ιωνάς Κινγκ; * 29. Juli 1792 in Hawley, Massachusetts; † 22. Mai 1869 in Athen, Griechenland) war ein Missionar der Kongregationalistischen Kirche, der vor allem in Griechenland tätig war.

## Leben
King erhielt seine Ausbildung am Williams College, wo er 1816 graduierte, und am Andover Theological Seminary (Abschluss 1819). Am 17. Dezember 1819 wurde er in Charleston (South Carolina) in den Dienst der Congregationalen Gemeinde ordiniert. Er leistete in South Carolina ein halbes Jahr lang Missionsarbeit, bevor er nach Andover zurückkehrte, um als Graduierter weiter zu studieren. Als 1821 Amherst College gegründet wurde, erhielt er eine Berufung als Professor für orientalische Sprachen und Literaturen. Diesen Posten hatte er bis 1825 inne, auch wenn er 1823–1825 für die palästinische Mission des American Board of Commissioners for Foreign Missions in Syrien arbeitete. Er verteilte Bibeln und Predigten. Als Vorbereitung für seine missionarischen Aufgaben hatte er in Paris Arabisch bei De Sacy studiert.
Nach einem kurzen Aufenthalt in Amerika 1827/28 wurde er eingeladen, ein Schiff zu begleiten, das Hilfsgüter für Griechenland beförderte. Dort hielt er sich zunächst auf Poros auf. 1829 heiratete er die Griechin Aspasia Mengkou (Ασπασία Μέγκου). Im Dezember nahm er Kontakt mit dem Amerikanischen Büro auf und zog 1831 nach Athen, wo er den Rest seines Lebens als Missionar verbrachte. Schon 1832 hatte er nach Ermutigung durch Ioannis Kapodistrias fünf Schulen gegründet, darunter die erste Mädchenschule in Tinos und das erste Gymnasium von Athen. Er pflegte gute Beziehungen zum Bildungsministerium (Minister Rizos Neroulos - Ρίζος Νερουλός), dem er in den ersten Jahren nach der Befreiung Griechenlands die Schulbücher lieferte. 1835 begann er eine Klasse in Theologie zu unterrichten. 1832 erhielt er einen Doktortitel von Princeton. 1839 wurde der Bau eines Schulhauses vollendet. Freundschaftliche Beziehungen pflegte er auch mit dem Archimandrit Neofytos Vamvas (Νεόφυτος Βάμβας) und Theoklitos Farmakidis.
Kings Unterricht zog bald die Aufmerksamkeit der griechisch-orthodoxen Hierarchen auf sich und 1845 wurde er von der Athener Synode exkommuniziert. 1846 und 1847 wurde er gerichtlich verfolgt. Als ein Tumult entstand, flüchtete er nach Italien. Als 1848 jedoch wohlgesinnte Priester die Oberhand gewannen, kehrte er nach Athen zurück.
1851 wurde King zum U.S. Consular Agent in Athen ernannt. Am 23. März 1851 wurden einige Griechen, die zu den Gottesdiensten in seinem Haus nur deshalb gekommen waren, um zu stören, allein durch das Vorzeigen der US-amerikanischen Flagge vertrieben. Daraufhin begannen neue staatliche Repressalien. Im März 1852 wurde er zu fünfzehn Tagen Gefängnis verurteilt und ins Exil geschickt. Er war angeklagt worden, „den Gott des Universums und die griechische Religion zu verunglimpfen“, obwohl er nichts anderes getan hatte, als calvinistische Lehren zu predigen, und obwohl Griechenland nominell Religionsfreiheit garantierte.
In der Zeit im Gefängnis wandte sich King an den obersten Gerichtshof in Athen, der sich jedoch weigerte, die Entscheidung des niedrigeren Gerichts rückgängig zu machen. Daraufhin protestierte King im Namen der US-Regierung formell gegen die Verurteilung. Er wurde zeitweilig entlassen. Im folgenden Sommer wurde George P. Marsh, der damalige US-amerikanische Botschafter in der Türkei, damit beauftragt, eine Sonderuntersuchung durchzuführen und auch den Fall eines Landkaufs zu untersuchen, dessen Nutzung King 20 Jahre lang ohne Entschädigung verwehrt wurde. Die diplomatische Korrespondenz, die 200 Seiten Akten umfasst, führte 1854 zu einem Erlass des Königs von Griechenland, der King von seinen Auflagen befreite und insgesamt große Dienste für die Religionsfreiheit in Griechenland leistete. King blieb daraufhin bis zu seinem Tod in Athen. Eine griechisch-protestantische Kirche wurde 1874 in Athen errichtet.
King wurde auf dem Ersten Athener Friedhof bestattet.

## Konflikt mit der orthodoxen Kirche
1835, während eines sonntäglichen Gottesdienstes, verurteilte der Metropolit von Athen Neophytos V. (Νικόλαος Μεταξάς) Jonas King aufs schärfste und drohte, alle zu exkommunizieren, die ihre Kinder auf die Schule von King schicken würden. Damit begann eine ständige Verfolgung von King durch „verschiedene Glieder der neuerrichteten Kirche von Griechenland, die extrem konservativ eingestellt waren“.
1844 wurde King in verschiedenen Athener Zeitungen angeklagt, dass er weder Ikonen noch die Jungfrau Maria verehre. Er beantwortete diese Pamphlete mit Zitaten der Kirchenväter Epiphanias, Chrysostomos, Basilios dem Großen, Irenäus, Kliment und anderen, die, laut King, die Vergötterung der Ikonen und der Gottesmutter genauso abgelehnt hätten. Michail Kalopothakis trat vor Gericht als Entlastungszeuge für ihn auf. Im folgenden Jahr stellte King seine Position in dem Büchlein Apologie von Jonas King (Απολογία Ιωνά Κιγκ) dar, wodurch er die konservativen orthodoxen Kleriker noch mehr in Rage brachte. Daraufhin wurde er mitsamt seinem Buch von der heiligen Synode und in der Folge auch vom Ökumenischen Patriarchen exkommuniziert.
King versuchte in Syros vor Gericht zu gehen, das Klima war ihm gegenüber jedoch dermaßen feindlich, dass ihm abgeraten wurde, vor Gericht zu erscheinen. Während der Rückkehr, noch an Bord des Schiffes, erfuhr er einen Angriff von fanatischen Religiösen, die drohten, ihn zu töten. Er kam gerade zu Hause an, da erfuhr er von einer Verschwörung von 50 Männern, die ihn ermorden wollten. Im September wurden 100 Exemplare seiner Apologie beschlagnahmt und verbrannt. Von Intellektuellen wurden die Verunglimpfungen Kings jedoch abgelehnt und die wenigen genehmigten ausländischen Zeitungen berichteten positiv über ihn.
1847 veröffentlichte Konstantin Simonidis in der Zeitschrift Aion (Αιών, "Zeitalter") eine Serie von Artikeln mit erlogenem Inhalt unter dem Titel Orgien von King (Όργια του Κιγκ). Die Schärfe dieser Artikel schuf ein solch feindliches Klima, dass die Regierung sich gezwungen sah, Wächter vor dem Haus von King aufzustellen, und ihm empfahl, Griechenland für ein Jahr zu verlassen. Gleichzeitig deckte eine richterliche Untersuchung auf, dass alles eine Erfindung von Simonidis war, der daraufhin festgenommen und wegen Fälschung verurteilt wurde.
1848 verließ King mit seiner neunköpfigen Familie Griechenland. 1851 wurde er jedoch zum Botschafter der USA in Griechenland ernannt und behielt diese Stelle sieben Jahre lang. Nach kurzer Zeit kochte die Wut ihm gegenüber wieder auf und er wurde beschuldigt, „den wahren Gott und die eine Kirche zu verspotten“. Er wurde öfters vor Gericht geschleppt und zu einer 15-tägigen Haftstrafe und Abschiebung verurteilt, was sogar der Areopag bestätigte. Zwölf vornehme Rechtsanwälte von Athen prangerten mit ganzer Kraft den Skandal an und bewiesen, dass die Entscheidung des Areopags nicht korrekt war.
Von den USA gab es Widerstand gegen den Prozess. Ein Spezialausschuss des Senats prüfte die Akten des Prozesses auf der Basis des griechischen Strafrechts und befand, dass das Urteil verfassungswidrig sei. Die griechische Regierung stellte auf einen Vorschlag des neuen Justizministers Spyros Pillikas King ein königliches Dekret aus, durch welches die Verurteilung annulliert wurde. Pillikas war einer der Rechtsanwälte, welche die Verurteilung Kings missbilligt hatten.
Daraufhin hatte King die Freude, vom Präsidenten der Synode eingeladen und herzlich empfangen zu werden, der sich heftig über die Exkommunikation wenige Jahre vorher äußerte.

## Werke
King übersetzte 16 Bücher ins Griechische, darunter Richard Baxters Saints’ Rest und Lyman Beechers Sermons on Intemperance. Er veröffentlichte einen Abschiedsbrief auf Arabisch an seine Freunde in Syrien (1825), der in verschiedene europäische Sprachen übersetzt wurde und auf den Index Expurgatorius des Vatikans gesetzt wurde. Dieser Brief hatte auch große Auswirkungen auf die orthodoxen Kirchen.
Weitere Werke:
- The Defence of Jonas King, (griechisch, Athen, 1845)
- Speech before the Areopagus, (griechisch, New York, 1847)
- Exposition of an Apostolic Church, (griechisch, Cambridge, Massachusetts, 1851; französische und italienische Übersetzungen in Malta)
- Religious Rites of an Apostolical Church, (griechisch, Athen, 1851)
- Hermeneutics of the Sacred Scriptures, (griechisch, 1857)
- Sermons, (Ομιλίαι Ιωνά Κινκ Εφωνηθείσαι κατά διαφόρους καιρούς εν Αθήναις, Τομ. Α', 1859; 2 Bde., griechisch, 1859)
- Synoptical View of Palestine and Syria, in Französisch (griech. Übersetzung, Athen, 1859; Συνοπτική Επιθεώρησις της Παλαιστίνης και Συρίας, μετά τινών Σκέψεων περί των Ευαγγελικών Αποστολών, 1826/1827.)
- Miscellaneous Works, mit Dokumenten, die sich auf die verschiedenen Prozesse beziehen (griechisch, Athen, 1859–1860)
- The Oriental Church and the Latin, (englisch, 1865)

Αστήρ, 9/1999, Η εμπειρία του παρελθόντος - μια παρακαταθήκη της Ευαγγελικής Αναμορφώσεως για τον 21ον αιώνα

## Wirkungsgeschichte
In dem Roman Thanos Vlekas wird King in der Person des „amerikanischen Missionars“ persifliert.